# IP Gruppo API
Italiana Petroli, més coneguda amb l'acrònim d'IP o IP Gruppo API, és una marca petroliera italiana del Gruppo API. L'objectiu social és comercialització i distribució de combustibles.
Amb més de 5.000 punts de venda, és la primera marca en nombre de distribuïdors a Itàlia.
Després de l'adquisició de TotalErg per part de l'API, totes les antigues estacions de l'empresa adquirida seran rebrandejades progressivament amb la marca IP.